# Спартаківська сільська рада
| Спартаківська сільська рада — колишній орган місцевого самоврядування у Ясинуватському районі Донецької області з адміністративним центром у c. Спартак. Сільській раді підпорядковані населені пункти: - c. Спартак - с. Веселе - с-ще Каштанове - с-ще Крута Балка - с-ще Мінеральне - с-ще Опитне - с. Яковлівка |

## Склад ради
Рада складається з 22 депутатів та голови.

## Керівний склад сільської ради
| ПІБ                       | Основні відомості                                                                     | Дата обрання | Дата звільнення |
| ------------------------- | ------------------------------------------------------------------------------------- | ------------ | --------------- |
| Тюльнєв Сергій Андрійович | Сільський голова, 1953 року народження, освіта, член Партії регіонів                  | 26.03.2006   | 12.05.2007      |
| Добряк Сергій Вікторович  | Сільський голова, 1974 року народження, освіта, член Партії регіонів                  | 02.08.2009   | 31.10.2010      |
| Добряк Сергій Вікторович  | Сільський голова, 1974 року народження, освіта незакінчена вища, член Партії регіонів | 31.10.2010   |                 |

Примітка: таблиця складена за даними джерела